# 太田多吉
太田 多吉（おおた たきち、生没年不詳）は江戸時代末期の彫師。

## 略歴
彫多吉と号す。朝倉伊八系の彫師、須川廉吉の下職経歴、後に版元に転ず。歌川国芳の錦絵を担当した。

## 作品
- 歌川国芳 「流行逢都絵希代稀物」 大判3枚続 嘉永1年
- 歌川国芳 「木曾街道六十九次之内 妻籠」 大判 嘉永5年